# Сату-Ноу (Парінча, Бакеу)
Сату-Ноу (рум. Satu Nou) — село у повіті Бакеу в Румунії. Входить до складу комуни Парінча.
Село розташоване на відстані 244 км на північ від Бухареста, 19 км на схід від Бакеу, 79 км на південний захід від Ясс, 137 км на північний захід від Галаца.

## Населення
За даними перепису населення 2002 року у селі проживала 71 особа, усі — румуни. Усі жителі села рідною мовою назвали румунську.